# Andreas Eschbach

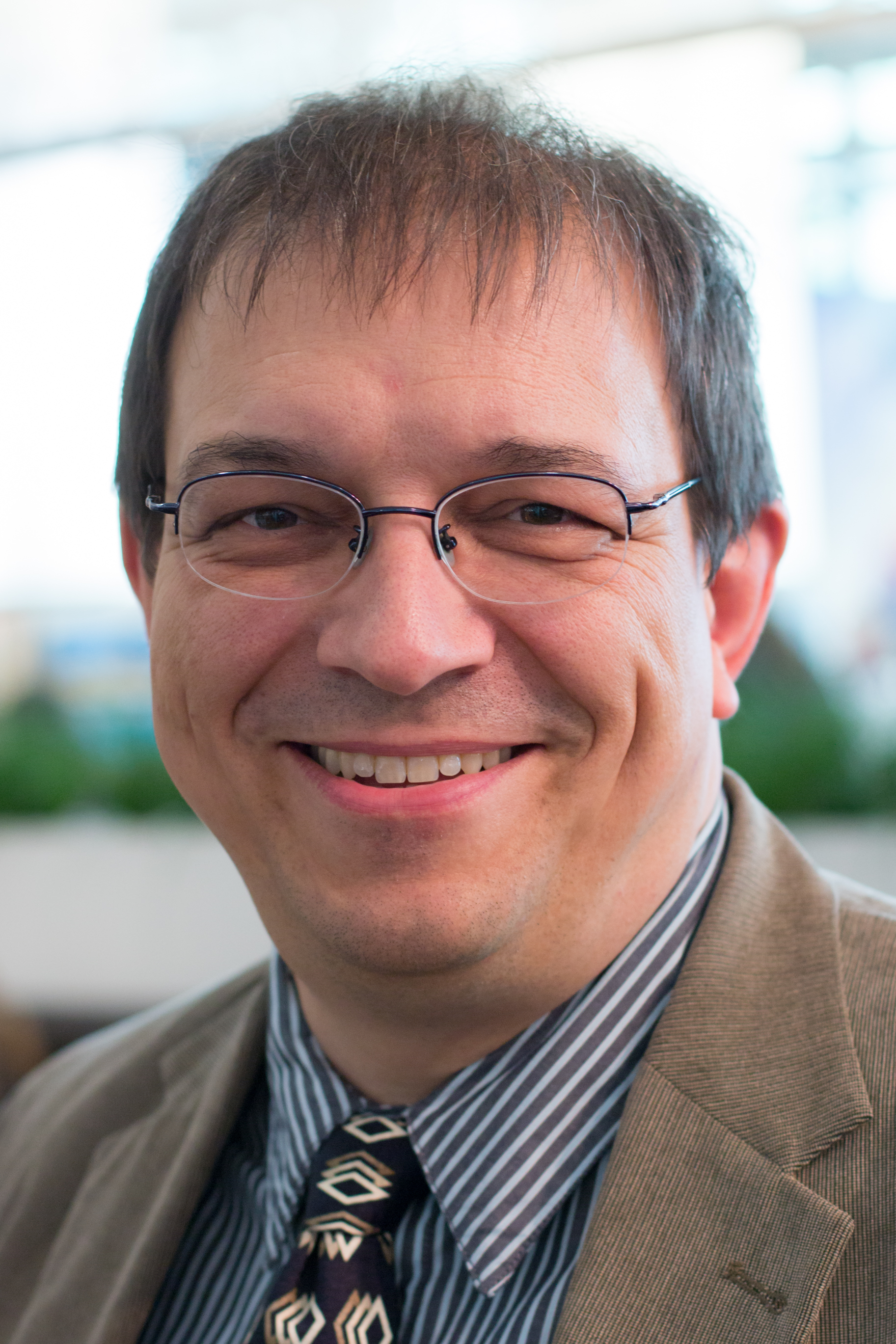
Andreas Eschbach auf der Frankfurter Buchmesse 2014

Andreas Eschbach (* 15. September 1959 in Ulm) ist ein deutscher Schriftsteller und Bestsellerautor. Er wurde für seine Werke mehrfach ausgezeichnet und gilt als einer der bedeutendsten europäischen Science-Fiction-Autoren.

## Leben
Eschbach lebte von seinem 7. bis 18. Lebensjahr  in Öpfingen. Eschbach studierte in Stuttgart Luft- und Raumfahrttechnik, schloss dieses Studium jedoch nicht ab, sondern arbeitete als Softwareentwickler und Unternehmer, bis sein Erfolg als Schriftsteller es ihm erlaubte, sich auf das Schreiben zu konzentrieren. Seit 2003 lebt er in zweiter Ehe in der Bretagne.

## Werk
Eschbach berichtet, er habe bereits während seiner Jugend in Öpfingen mit dem Schreiben begonnen: „Damals war so wenig los, dass ich, weil ich mich beim Fußballspielen nur blamiert hätte, viel zu Hause gesessen und auf der väterlichen Schreibmaschine meine ersten Romane verfasst habe.“

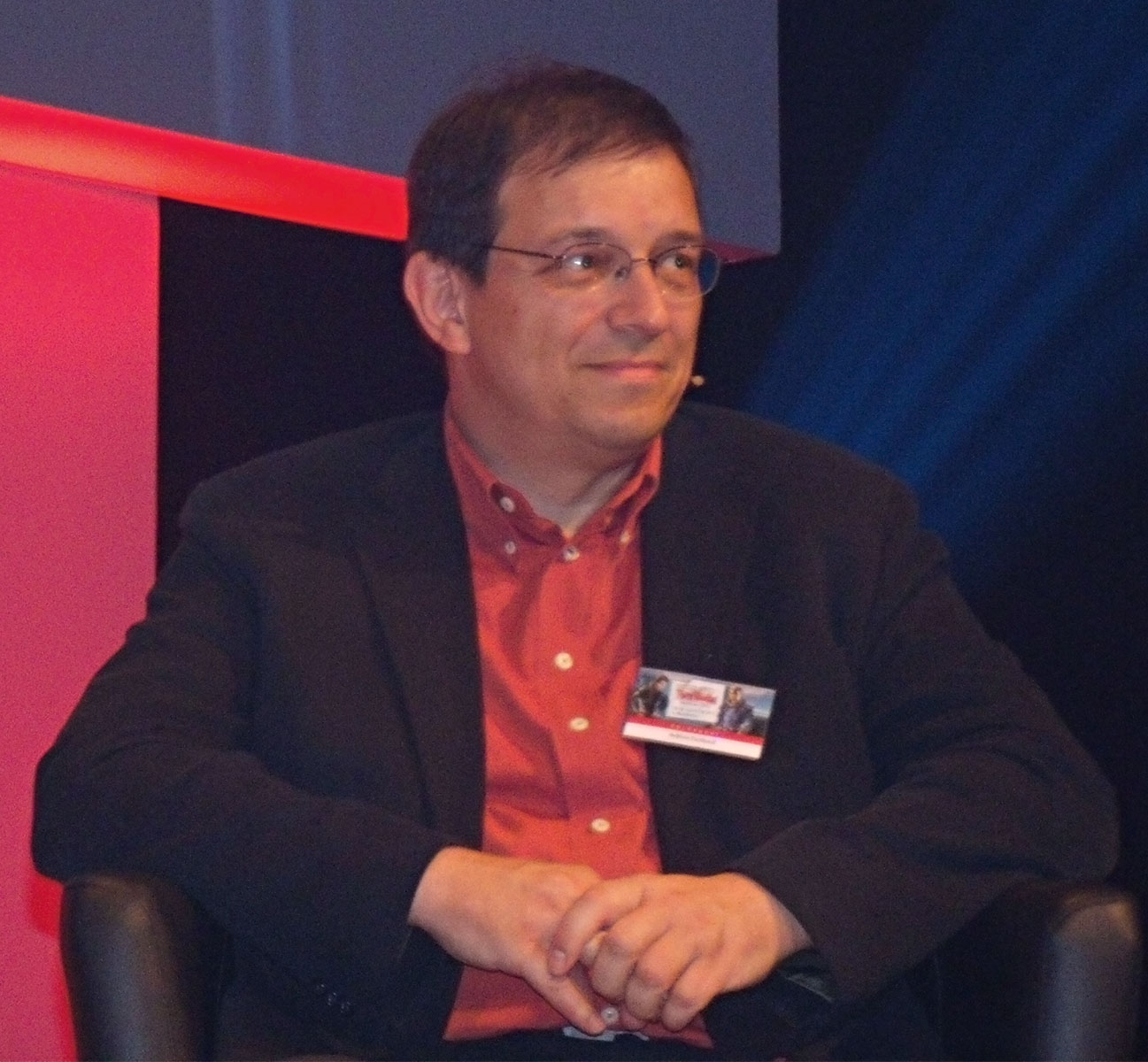
Andreas Eschbach auf dem Perry-Rhodan-Weltcon im Oktober 2011 in Mannheim

Eschbachs erster veröffentlichter Roman war Die Haarteppichknüpfer (1995). Im selben Universum angesiedelt ist Quest (2001), eine klassische Space Opera. Mit Kelwitts Stern (1999) parodiert Eschbach die Story von E.T. und verlegt sie auf die Schwäbische Alb.
Eschbachs erster Bestseller war Das Jesus Video (1998). Der Thriller ist ein überwiegend in der Gegenwart angesiedelter Zeitreise-Roman. In Eine Billion Dollar (2001) behandelt Eschbach die Frage, wer am Ende Geld und damit Macht in Händen hält.
Der Roman Der Nobelpreis nutzt keine phantastischen Elemente, es geht um die Entführung und die Erpressung eines Mitglieds des Nobelpreiskomitees. Ausgebrannt beschreibt die Entstehung und die Folgen einer tiefgreifenden Energiekrise, ausgelöst durch das Überschreiten des globalen Ölfördermaximums, auch als „Peak Oil“ bezeichnet.
Von September 2001 bis Juni 2002 erschien in der Frankfurter Allgemeinen Sonntagszeitung in 42 Teilen der Fortsetzungsroman Exponentialdrift, der danach gesammelt und mit einem ausführlichen Nachwort zur Entstehungsgeschichte als Buch erschien.
Als erster von inzwischen mehreren Gastautoren schrieb er 1998 Band 1935 der Perry-Rhodan-Serie und konnte sich damit einen Jugendtraum erfüllen. Hinzu kamen im Lauf der Zeit fünf weitere Heftromane sowie fünf Kurzgeschichten zur Serie. Einer der Gastromane war das Verfassen des Jubiläumsbandes 2700 im Jahr 2013, was bislang üblicherweise einem der Hauptautoren der Serie vorbehalten war. Mit Perry Rhodan – Das größte Abenteuer verfasste er zudem die Vorgeschichte des Titelhelden Perry Rhodan vor dem Mondflug, der mit Band 1 die Perry-Rhodan-Serie startete.
2025 veröffentlichte Eschbach bei Franckh-Kosmos den Roman Die Auferstehung, der im Serienuniversum der erfolgreichen Jugendbuchreihe Die drei ??? spielt – allerdings etwa 30 Jahre nach den Ereignissen der Buchserie. Er entwarf somit ein mögliches Szenario für die Zukunft der Protagonisten sowie einiger bekannter Nebenfiguren der Reihe.
Seine Werke wurden in zahlreiche Sprachen übersetzt. Im April 2005 erschien als erste Übertragung ins Englische sein Debüt-Roman Die Haarteppichknüpfer unter dem Titel The Carpet Makers in den USA, 2014 Herr aller Dinge als Lord Of All Things. Weitere Übersetzungen erfolgten ins Französische (Der Letzte seiner Art 2006 als Le Dernier de son espèce), Italienische (Die Haarteppichknüpfer 2001 als Miliardi di tappeti di capelli), Spanische, Niederländische, Tschechische, Polnische, Russische, Lettische, Japanische sowie Türkische.

## Lehrtätigkeit
Über viele Jahre hat Andreas Eschbach sich als leitender Referent auf Schreibseminaren aktiv für den schriftstellerischen Nachwuchs engagiert. Seine Webpräsenz bietet neben umfangreichen Buchtipps zum Thema auch eine lange Liste von Fragen und Antworten, die Eschbach im Laufe der Zeit per E-Mail beantwortet hat. Dieser Service wird auf dem Webauftritt weitergeführt, jedoch hat Eschbach die aktive Seminartätigkeit Ende 2007 eingestellt.
Auf Initiative Andreas Eschbachs fand unter seiner und Klaus N. Fricks Leitung an der Bundesakademie für kulturelle Bildung Wolfenbüttel 2005 ein Schreib-Experiment statt: 15 Teilnehmer an einem Schreibseminar schrieben die Rohfassung eines kompletten Romans innerhalb von 44 Stunden.

## Werke

### Romane
- Die Haarteppichknüpfer. Schneekluth, München 1995, ISBN 3-7951-1371-7.
- Solarstation. Schneekluth, München 1996, ISBN 3-7951-1406-3.
- Das Jesus Video. Schneekluth, München 1998, ISBN 3-7951-1625-2.
- Kelwitts Stern. Schneekluth, 1999, ISBN 3-404-23232-1.
- Quest. Heyne, München 2001, ISBN 3-453-18773-3.
- Eine Billion Dollar. Lübbe, Bergisch Gladbach 2001, ISBN 3-7857-2049-1.
- Exponentialdrift. Bastei Lübbe, Bergisch Gladbach 2003, ISBN 3-404-14912-2 (2002 in Fortsetzungen in der Frankfurter Allgemeinen Sonntagszeitung erschienen).
- Der Letzte seiner Art. Lübbe, Bergisch Gladbach 2003, ISBN 3-7857-2123-4.
- Der Nobelpreis. Lübbe, Bergisch Gladbach 2005, ISBN 3-7857-2219-2.
- Ausgebrannt. Lübbe, Bergisch Gladbach 2007, ISBN 978-3-7857-2274-9.
- Ein König für Deutschland. Lübbe, Bergisch Gladbach 2009, ISBN 978-3-7857-2374-6.
- Herr aller Dinge. Lübbe, Köln 2011, ISBN 978-3-7857-2429-3.
- Todesengel. Bastei Lübbe, Köln 2013, ISBN 978-3-7857-2481-1.
- Der Jesus-Deal. Lübbe-Ehrenwirth, Köln 2014, ISBN 978-3-431-03900-9.
- Teufelsgold. Lübbe-Ehrenwirth, Köln 2016, ISBN 978-3-7857-2568-9.
- NSA – Nationales Sicherheits-Amt. Lübbe, Köln 2018, ISBN 978-3-7857-2625-9.
- Eines Menschen Flügel. Lübbe, Köln 2020, ISBN 978-3-7857-2702-7.
- Freiheitsgeld. Lübbe, Köln 2022, ISBN 978-3-7857-2812-3.
- Der schlauste Mann der Welt. Lübbe, Köln 2023, ISBN 978-3-7857-2849-9.
- Die Abschaffung des Todes. Lübbe, Köln 2024, ISBN 978-3-7577-0051-5.
- Die Auferstehung. Kosmos, Stuttgart 2025, ISBN 978-3-440-17974-1.

### Jugendromane
- Perfect Copy: Die zweite Schöpfung. Arena 2002, ISBN 3-401-05425-2.
- Die seltene Gabe. Arena 2004, ISBN 3-401-05461-9.
- Das Marsprojekt, eine Pentalogie mit einem Prequel, bestehend aus:
  - Gibt es Leben auf dem Mars oder Das Marsprojekt – Der flüsternde Sturm. Prequel zum Marsprojekt, Arena 2009, ISBN 978-3-401-06366-9, auch in einem Sonderband von Die seltene Gabe ISBN 978-3-401-50353-0 enthalten.

1. Das ferne Leuchten. Arena 2005, ISBN 3-401-05749-9, Neuauflage von Das Marsprojekt, Arena 2001.
2. Die blauen Türme. Arena 2005, ISBN 3-401-05770-7.
3. Die gläsernen Höhlen. Arena 2006, ISBN 3-401-05867-3.
4. Die steinernen Schatten. Arena 2007, ISBN 978-3-401-06060-6.
5. Die schlafenden Hüter. Arena 2008, ISBN 978-3-401-06061-3.

- Out-Trilogie

1. Black*Out. Arena 2010, ISBN 978-3-401-06062-0.
2. Hide*Out. Arena 2011, ISBN 978-3-401-06587-8.
3. Time*Out. Arena 2012, ISBN 978-3-401-06630-1.

- Aquamarin.

1. Aquamarin. Arena 2015, ISBN 978-3-401-60022-2.
2. Submarin. Arena 2017, ISBN 978-3-401-60023-9.
3. Ultramarin. Arena 2019, ISBN 978-3-401-60389-6.

- Gliss. Tödliche Weite. Arena 2021, ISBN 978-3-401-60581-4.
- ZAP. Arena 2023, ISBN 978-3401607030.

### Perry Rhodan
- Roman
  - Perry Rhodan – Das größte Abenteuer. 848 S., FISCHER Tor, Frankfurt 2019, ISBN 978-3-596-70145-2.
- Perry-Rhodan-Heftserie
  - Nr. 1935: Der Gesang der Stille. Heftroman, 1998.
  - Nr. 2295: Die Rückkehr. Heftroman, 2005.
  - Nr. 2503: Die Falle von Dhogar. Heftroman, 2009.
  - Nr. 2700: Der Techno-Mond. Heftroman, 2013.
  - Nr. 2812: Willkommen im Tamanium! Heftroman, 2015.
  - Nr. 2813: An Rhodans Grab. Heftroman, 2015.
  - Nr. 3199: Die Gordische Konstellation. Heftroman, 2022.
  - Nr. 3297: Unter dem Himmel von Gatas, Heftroman, 2024.

- Kurzgeschichten
  - Welt des Unheils. 1975 als Leserkurzgeschichte in Perry Rhodan Nr. 739.
  - Ein lausiger Historiker. 2001 als Kurzgeschichte im Perry Rhodan-Magazin (Sonderausgabe).
  - Der Alptraummann. 2006 als Kurzgeschichte.
  - Zweittod. 2008 als Kurzgeschichte im Taschenbuch Ara-Toxin 4.
  - Ein unbedeutender Mann. 2011 als Stellaris Folge Nr. 25 in Perry Rhodan Nr. 2614.
  - Aufbruch in die Weiße Stadt. 2021 als Perry Rhodan Storys Band 9 / Galacto City Folge 1.

### Kurzgeschichtensammlung
- Eine unberührte Welt. Bastei, 2008, ISBN 978-3-404-15859-1.

### Kurzgeschichten (Auswahl)
- Dolls. 1991 in c’t – Magazin für Computertechnik. Nr. 6/91, Heise Verlag.
- Die Wunder des Universums. 1997 in Science Fiction Media 132.
- Jenseits der Berge.[4]
- Druupies. 1999 in Alien Contact 34.
- Der Drache im Hindukusch.
- Quantenmüll[5] In: Der Atem Gottes und andere Visionen 2004. Shayol, Berlin 2004, ISBN 3-926126-42-6.
- Eine Trillion Euro. Kurzgeschichte in der gleichnamigen, von Andreas Eschbach herausgegebenen Anthologie, 2004, ISBN 3-404-24326-9.
- Gibt es Leben auf dem Mars? 2009, ISBN 978-3-401-06366-9.
- Love Hacking, oder Liebe im Jahr 2064 in bild der wissenschaft 02/2014.
- Acapulco! Acapulco! In: EXODUS 34/2016, ISSN 1860-675X.

### Sonstige
- Software nach Maß. Planung, Realisierung und Kontrolle von EDV-Projekten. Pearson Education, 2000, ISBN 3-87791-327-X.
- Das Buch von der Zukunft. Sachbuch 2004, ISBN 3-87134-476-1.

### Als Herausgeber
- Eine Trillion Euro, 2004, ISBN 3-404-24326-9 (enthält außer der titelgebenden Erzählung Eschbachs außerdem Beiträge anderer europäischer SF-Autoren, darunter Pierre Bordage, Elia Barceló, Wim Maryson, Valerio Evangelisti, Leo Lukas, Wolfgang Jeschke, Michael Marrak und Marcus Hammerschmitt)

## Adaptionen

### Verfilmung
- Das Jesus Video. D 2002, Regie: Sebastian Niemann, 3 h 2 min, FSK 16 (mit Matthias Koeberlin, Naike Rivelli, Frank Scharl u. a.).
- Eine Billion Dollar D 2023, Regie: Florian Baxmeyer u. Isabel Braak, 1 Staffel mit 6 Folgen à 50 Minuten

### Hörspiele
Romane und Geschichten:
- Eine Billion Dollar. SWR/Lübbe Audio 2003, Regie: Leonhard Koppelmann, 4 CDs, 4 h 3 min, ISBN 978-3-404-77318-3 (mit Andreas Pietschmann, Felix von Manteuffel, Maria Schrader u. a.).
- Quantenmüll. SRF 2004, Regie: Isabel Schaerer, 30 min (mit Thomas Sarbacher, Hans Schenker, Bernhard Bettermann u. a.).
- Das Jesus-Video. Lübbe Audio 2016, Adaption: Armin Prediger, Hörspiel in 4 Teilen (mit Till Hagen, Timmo Niesner, Friedhelm Ptok u. a.):

1. Spuren. 1 CD, 54 min, ISBN 978-3-7857-5284-5.
2. Die Heilige Stadt. 1 CD, 57 min, ISBN 978-3-7857-5276-0.
3. Die Mission. 1 CD, 54 min, ISBN 978-3-7857-5299-9.
4. Exodus. 1 CD, 1 h, ISBN 978-3-7857-5300-2.

- Der Jesus-Deal. Lübbe Audio 2016, Adaption: Armin Prediger, Hörspiel in 4 Teilen (mit Till Hagen u. a.):

1. Das Vermächtnis. 1 CD, 57 min, ISBN 978-3-7857-5227-2.
2. Ex Machina. 1 CD, 51 min, ISBN 978-3-7857-5301-9.
3. Abendmahl. 1 CD, 50 min, ISBN 978-3-7857-5302-6.
4. Neubeginn. 1 CD, 52 min, ISBN 978-3-7857-5303-3.

Reihe:
- Perry Rhodan – Sternenozean

1. Nr. 37 – Der Luna-Konvoi. Lübbe Audio 2013, 51 min, nur als Download erhältlich.
2. Nr. 38 – In der Hölle von Whocain. Lübbe Audio 2013, 54 min, nur als Download erhältlich.
3. Nr. 39 – Unter dem Kondensator-Dom. Lübbe Audio 2013, 1 h 2 min, nur als Download erhältlich.
4. Nr. 40 – Protokolle der Unsterblichen. Lübbe Audio 2013, 59 min, nur als Download erhältlich.
5. Nr. 41 – Schlacht um das Sol-System. Lübbe Audio 2013, 1 h 2 min, nur als Download erhältlich.
6. Nr. 42 – Ahandaba. Lübbe Audio 2013, 2 h 23 min, nur als Download erhältlich.

### Hörbücher
Romane:
- Das Jesus Video. Lübbe Audio 2002, gelesen von Matthias Koeberlin, 6 CDs, 6 h 58 min, ISBN 978-3-7857-1265-8 (unterlegt mit der Filmmusik).
  - als Jubiläumsedition (10 Jahre Lübbe Audio) neu herausgegeben 2006, ISBN 978-3-7857-3178-9.
  - neu eingelesen und in neuer Bearbeitung erschienen 2014, gelesen von Matthias Koeberlin, 6 CDs, 7 h 4 min, ISBN 978-3-7857-5011-7.
  - auch ungekürzt als Download erhältlich, 20 h 20 min.
- Der Letzte seiner Art. Lübbe Audio 2004, gelesen von Martin May, 5 CDs, 5 h 45 min, ISBN 978-3-7857-1395-2.
- Der Nobelpreis. Lübbe Audio 2005, gelesen von Stephan Benson, 6 CDs, 6 h 57 min, ISBN 978-3-7857-3048-5.
- Ausgebrannt. Lübbe Audio 2007, gelesen von Ulrich Noethen, 8 CDs, 9 h 36 min, ISBN 978-3-404-77316-9.
- Ein König für Deutschland. Lübbe Audio 2009, gelesen von Ulrich Noethen, 6 CDs, 6 h 57 min, ISBN 978-3-7857-4243-3.
- Herr aller Dinge. Lübbe Audio 2011, gelesen von Matthias Koeberlin, 8 CDs, 9 h 34 min, ISBN 978-3-7857-4515-1 (auch ungekürzt als Download erhältlich, gelesen von Sascha Rotermund: 23 h 40 min).
- Die Haarteppichknüpfer. Lübbe Audio 2012, gelesen von Sascha Rotermund, 4 CDs, 5 h, ISBN 978-3-7857-4686-8 (auch ungekürzt als Download erhältlich: 9 h 26 min).
- Kelwitts Stern. Lübbe Audio 2012, gelesen von Sascha Rotermund, 4 CDs, 4 h 54 min, ISBN 978-3-7857-4661-5 (auch ungekürzt als Download erhältlich: 11 h 39 min).
- Quest. Lübbe Audio 2012, gelesen von Sascha Rotermund, 6 CDs, 7 h 22 min, ISBN 978-3-7857-4663-9 (auch ungekürzt als Download erhältlich: 17 h 20 min).
- Solarstation. Lübbe Audio 2012, gelesen von Sascha Rotermund, 6 CDs, 7 h 30 min, ISBN 978-3-7857-4602-8 (auch ungekürzt als Download erhältlich: 9 h 1 min).
- Todesengel. Lübbe Audio 2013, gelesen von Matthias Koeberlin, 8 CDs, 9 h 12 min, ISBN 978-3-7857-4888-6 (auch ungekürzt als Download erhältlich: 16 h 26 min).
- Der Jesus-Deal. Lübbe Audio 2014, gelesen von Matthias Koeberlin, 6 CDs, 7 h 22 min, ISBN 978-3-7857-5012-4 (auch ungekürzt als Download erhältlich: 23 h 43 min).
- Eine Billion Dollar. Lübbe Audio 2014, ungekürzt gelesen von Volker Niederfahrenhorst, 28 h 40 min, nur als Download erhältlich.
- Aquamarin. Arena Audio 2015, gelesen von Maximiliane Häcke, 6 CDs, 7 h 16 min, ISBN 978-3-401-24018-3.
- Teufelsgold. Lübbe Audio 2016, gelesen von Matthias Koeberlin, 8 CDs, 9 h 13 min, ISBN 978-3-7857-5351-4 (auch ungekürzt als Download erhältlich: 15 h 40 min).
- SUBmarin. Arena Verlag 2017, gelesen von Maximiliane Häcke, 6 CDs, 439 min, ISBN 978-3-401-24076-3.
- NSA – Nationales Sicherheits-Amt. Lübbe Audio 2018, gelesen von Laura Maire, 10 CDs, 11 h 48 min, ISBN 978-3-7857-5763-5 (auch ungekürzt als Download erhältlich: 22 h 14 min).
- Perry Rhodan – Das größte Abenteuer. Argon Verlag 2019, gelesen von Uve Teschner, 4 MP3-CDs, 29 h 24 min, ISBN 978-3-8398-1689-9 (auch ungekürzt als Download erhältlich: 29 h 24 min).

Reihen:
- Das Marsprojekt

1. Das ferne Leuchten. Lübbe Audio 2008, gelesen von Marie Bierstedt, 4 CDs, 5 h 3 min, ISBN 978-3-7857-3603-6.
2. Das ferne Leuchten. Lübbe Audio 2020, gelesen von Louis Friedemann Thiele, 8 Std. 23 Min
3. Die blauen Türme. Lübbe Audio 2008, gelesen von Marie Bierstedt und Timmo Niesner, 4 CDs, 5 h, ISBN 978-3-7857-3668-5.

- Out-Trilogie

1. Black*Out. Arena Audio 2010, gelesen von Stefan Kaminski, 6 CDs, 6 h 50 min, ISBN 978-3-401-26062-4.
2. Hide*Out. Arena Audio 2011, gelesen von Stefan Kaminski, 6 CDs, 7 h 10 min, ISBN 978-3-401-26587-2.
3. Time*Out. Arena Audio 2012, gelesen von Stefan Kaminski, 6 CDs, 7 h, ISBN 978-3-401-26630-5.

- Perry Rhodan

1. Nr. 2503 – Die Falle von Dhogar. Eins A future 2009, ungekürzt gelesen von Michael-Che Koch, 3 h 23 min, als Download sowie als MP3-CD und -DVD auf www.einsamedien.de erhältlich.
2. Nr. 2700 – Der Techno-Mond. Eins A future 2013, ungekürzt gelesen von Andreas Laurenz Maier, 4 h 21 min, als Download sowie als MP3-CD und -DVD auf www.einsamedien.de erhältlich.
3. Nr. 2812 – Willkommen im Tamanium! Eins A future 2015, ungekürzt gelesen von Renier Baaken, 4 h 8 min, als Download sowie als MP3-CD und -DVD auf www.einsamedien.de erhältlich.
4. Nr. 2813 – An Rhodans Grab. Eins A future 2015, ungekürzt gelesen von Andreas Laurenz Maier, 4 h, als Download sowie als MP3-CD und -DVD auf www.einsamedien.de erhältlich.

Geschichten:
- Eine Trillion €uro. Lübbe Audio 2005, ungekürzt gelesen von Sascha Rotermund, 1 CD, 58 min, ISBN 978-3-404-77048-9.
- Halloween. Lübbe Audio 2013, ungekürzt gelesen von Jürgen Prochnow, 35 min, nur als Download erhältlich.
- Quantenmüll. Lübbe Audio 2013, ungekürzt gelesen von Jürgen Prochnow, 40 min, nur als Download erhältlich.
- Der Mann aus der Zukunft. Lübbe Audio 2014, ungekürzt gelesen von Rolf Berg, 21 min, nur als Download erhältlich.
- Ein Fest der Liebe. Lübbe Audio 2014, ungekürzt gelesen von Yara Blümel, 51 min, nur als Download erhältlich.
- Eine unberührte Welt. Lübbe Audio 2014, ungekürzt gelesen von Jürgen Prochnow, 39 min, nur als Download erhältlich.
- Humanic Park. Lübbe Audio 2014, ungekürzt gelesen von Jürgen Prochnow, 13 min, nur als Download erhältlich.
- Al-QaidaTM. Lübbe Audio 2015, ungekürzt gelesen von Rolf Berg, 30 min, nur als Download erhältlich.
- Das schönste Fest. Lübbe Audio 2015, ungekürzt gelesen von Christoph Wortberg, 17 min, nur als Download erhältlich.
- Die Wunder des Universums. Lübbe Audio 2015 ungekürzt gelesen von Nicole Engeln, 42 min, nur als Download erhältlich.
- Das schwarze Messer. Lübbe Audio 2016, ungekürzt gelesen von Jürgen Prochnow, 36 min, nur als Download erhältlich.
- Der Amaryllis-Virus. Lübbe Audio 2016, ungekürzt gelesen von Christoph Wortberg, 24 min, nur als Download erhältlich.
- Die Wiederentdeckung. Lübbe Audio 2016, ungekürzt gelesen von Simon Jäger, 42 min, nur als Download erhältlich.
- Garten Eden. Lübbe Audio 2016, ungekürzt gelesen von Christoph Wortberg, 28 min, nur als Download erhältlich.
- Survival-Training. Lübbe Audio 2016, ungekürzt gelesen von Christoph Wortberg, 29 min, nur als Download erhältlich.
- Unerlaubte Werbung. Lübbe Audio 2016, ungekürzt gelesen von Rolf Berg, 25 min, nur als Download erhältlich.
- Der Albtraummann. Lübbe Audio 2016, ungekürzt gelesen von Rolf Berg, 47 min, nur als Download erhältlich.
- Mars one way. Lübbe Audio 2022, ungekürzt gelesen von David Nathan, 321 min, nur als Download erhältlich. Enthält die Geschichten Love Hacking, Blautag, Schwarmeffekte, Acapulco! Acapulco!, Späte Reue, Das Upgrade, Abschied von der Erde, Mars one way, Alles Geld der Welt, Weiss in der Grauzone, Der Besuch, Driving Tomorrow.

## Auszeichnungen und Ehrungen
- 1994/1995 – Arno-Schmidt-Stipendium
- 1996 – Deutscher Science-Fiction-Preis für Die Haarteppichknüpfer als bester Roman
- 1997 – Deutscher Science-Fiction-Preis für Solarstation als bester Roman
- 1997 – Kurd-Laßwitz-Preis für Solarstation als bester Roman
- 1998 – Deutscher Science-Fiction-Preis für Die Wunder des Universums als beste Kurzgeschichte
- 1999 – Deutscher Phantastik Preis für Das Jesus Video als bester Roman
- 1999 – Deutscher Science-Fiction-Preis für Das Jesus Video als bester Roman
- 1999 – Kurd-Laßwitz-Preis für Das Jesus Video als bester Roman
- 2000 – Kurd-Laßwitz-Preis für Kelwitts Stern als bester Roman
- 2000 – Prix Bob Morane (belgischer Literaturpreis) für Die Haarteppichknüpfer
- 2000 – Grand Prix de l’Imaginaire (französischer Literaturpreis) für Die Haarteppichknüpfer
- 2002 – Kurd-Laßwitz-Preis für Quest als bester Roman
- 2004 – Kurd-Laßwitz-Preis für Der Letzte seiner Art als bester Roman
- 2004 – Deutscher Science-Fiction-Preis für Der Letzte seiner Art als bester Roman
- 2004 – Deutscher Phantastik Preis für Der Letzte seiner Art als bester Roman
- 2004 – Grand Prix de l'Imaginaire (französischer Literaturpreis) für Eine Trillion Euro in der Kategorie Prix européen
- 2005 – Deutscher Phantastik Preis für Quantenmüll[5] als beste Kurzgeschichte
- 2006 – LesePeter Februar für „Die seltene Gabe“
- 2008 – Kurd-Laßwitz-Preis für Ausgebrannt als bester Roman
- 2009 – Kurd-Laßwitz-Preis für Survival-Training als beste Kurzgeschichte
- 2009 – Prix Une autre Terre für Ausgebrannt
- 2010 – Prix Bob Morane für Ausgebrannt
- 2010 – Kurd-Laßwitz-Preis für Ein König für Deutschland als bester Roman
- 2012 – Kurd-Laßwitz-Preis für Herr aller Dinge als bester Roman
- 2019 – Kurd-Laßwitz-Preis für NSA – Nationales Sicherheits-Amt als bester Roman
- 2020 – Kurd-Laßwitz-Preis für Perry Rhodan – Das größte Abenteuer als bester Roman
- 2021 – Kurd-Laßwitz-Preis für Eines Menschen Flügel als bester Roman

### Interviews
- Interview auf www.leser-welt.de
- Interview zum Roman Quest
- Wahlcomputer müssen nicht sein (Memento vom 9. Dezember 2011 im Internet Archive)
- Ich kritisiere nicht das deutsche Wahlrecht. Interview auf Buchwurm.info (01/2010)
- Ich recherchiere immer so viel wie nötig und so wenig wie möglich. Interview auf Janetts Meinung (10/2016)
- Stellt euch vor, die Nazis hätten unsere Computertechnik gehabt Interview von Deutschlandfunk Kultur (10/2018)